# Наринська область

Наринська область (кирг. Нарын облусу) — адміністративна одиниця Киргизстану, розташована в центральній частині країни.
Займає долини і схили гір Внутрішнього Тянь-Шаню і є найбільшим регіоном в країні. Утворена Указом Президії Верховної Ради СРСР від 21 листопада 1939 як Тянь-Шаньська область, припинила існування 30 грудня 1962. Знову утворена під нинішнім ім'ям 11 грудня 1970. 5 жовтня 1988 при укрупненні територіального поділу Киргизької РСР об'єднана з Іссик-Кульською областю, 14 грудня 1990 знову виділена як окрема Наринська область.

## Адміністративний поділ
Наринська область складається з 5 районів:
- Ак-Талінський район (столиця — Баєтово),
- Ат-Башинський район (столиця — Ат-Баші),
- Жумгальський район (столиця — Чаєк),
- Кочкорський район (столиця — Кочкор),
- Наринський район (столиця — Нарин).

## Населення
Наринська область — регіон традиційного проживання киргизів (див. тюркські народи), завжди складали тут абсолютну більшість населення після свого переселення з Алтаю і Єнісею в 11-13 століттях. За даними перепису 1999 року, в області проживала 251 тис. жителів (262 100 у 2011 році) — 5 % населення країни. Це одна з найвисокогірніших областей країни з низькою щільністю населення. Для області характерні висока народжуваність, низька смертність, високий природний приріст і високий рівень еміграції.

## Керівництво Наринської області

### Голови облвиконкому
1. Тиналієв Карибек (1971 — 1976)
2. Сидиков Матен (1976 — 1980)
3. Мирзабеков Кенешбек (1980 — 1984)
4. Алієв Есенкул (1984 — 1988)
5. Іскаков Шейшенбек Джумабекович (1991)

### 1-і секретарі обкому КП Киргизії
1. Джунусалієв Малабай (січень 1971 — 1975)
2. Савітахунов Алимбек Савітахунович (1975 — 1980)
3. Сидиков Матен (1980 — 23 грудня 1985)
4. Мураталін Іскендер Садикович (23 грудня 1985 — 5 жовтня 1988)
5. Айтбаєв Таштемір Сидигалійович (10 лютого 1991 — травень 1991)
6. Іскаков Шейшенбек Джумабекович (травень 1991 — серпень 1991)

## Відомі особисості
В області народилися
- Чолпонбек Базарбаєв (1949—2002) — артист балету, народний артист СРСР (1982)
- Калик Акієв (1883—1953) — акин-імпровізатор, Народний артист Киргизької РСР
- Муратбек Рискулов (1909—1974) — актор театру і кіно, народний артист СРСР (1958)
- Калий Молдобасанов (1929—2006) — композитор, диригент, народний артист СРСР (1979)